# Понкин, Игорь Владиславович
И́горь Владисла́вович По́нкин (род. 18 марта 1969, Пермь, СССР) — российский правовед, специалист в области государственно-религиозных отношений, юридического религиоведения, авторского, административного, гражданского, информационного, конституционного, медицинского, международного и спортивного права; исследователь новых религиозных движений и сект. Доктор юридических наук (2004), профессор (2013).
Профессор кафедры государственного и муниципального управления Института государственной службы и управления Российской академии народного хозяйства и государственной службы при Президенте Российской Федерации (с 2014).
Директор и председатель правления Института государственно-конфессиональных отношений и права (с 2000).
Член Экспертного совета при Комитете Совета Федерации Федерального Собрания Российской Федерации по обороне и безопасности (с 2018). Член Экспертно-консультативного совета при Комитете Государственной Думы Федерального Собрания Российской Федерации по делам общественных объединений и религиозных организаций (с 2003). Член Экспертной группы по совершенствованию законодательства в сфере свободы совести и религиозных объединений Экспертного совета Комитета Государственной Думы Федерального Собрания Российской Федерации по развитию гражданского общества, вопросам общественных и религиозных объединений (с 2016). Член Экспертного совета при Уполномоченном по правам человека в Российской Федерации (с 2017). Член Экспертного совета по проведению государственной религиоведческой экспертизы при Главном управлении Министерства юстиции Российской Федерации по Москве (с 2014). Член Экспертного совета по теологии Высшей аттестационной комиссии при Министерстве науки и высшего образования Российской Федерации.
Автор-составитель справочника «Новые религиозные организации России деструктивного, оккультного и неоязыческого характера», автор словаря «Светскость государства» и «Энциклопедии государственного управления в России».

## Биография
Родился 18 марта 1969 года в Перми.
В 1991 году окончил с отличием Пермское высшее военное командно-инженерное Краснознамённое училище ракетных войск имени Маршала Советского Союза В. И. Чуйкова.
С 1991 по 1997 годы служил в Вооружённых Силах СССР и Вооружённых силах Российской федерации. Майор запаса.
В 2000 году окончил с отличием Российскую академию государственной службы при Президенте РФ по кафедре государственного строительства и права с присуждением квалификации «юрист» со специализацией «Государственное строительство и право»).
В 2000–2001 годах соискатель учёной степени кандидата юридических наук на кафедре государственного строительства и права Российской академии государственной службы при Президенте РФ.
В 2001 году в Российской академии государственной службы при Президенте РФ (диссертационный совет № 502.006.10 по юридическим наукам) под научным руководством доктора юридических наук, профессора М. Н. Кузнецова защитил диссертацию на соискание учёной степени кандидата юридических наук по теме «Конституционно-правовое регулирование отношений между государством и религиозными объединениями в Российской Федерации» (специальность 12.00.02 — конституционное и муниципальное право); официальные оппоненты — доктор юридических наук, профессор В. Н. Суворов и кандидат юридических наук А. В. Пчелинцев; ведущая организация — Российский университет дружбы народов.
В 2002—2004 годах — соискатель учёной степени доктора юридических наук на кафедре государственного строительства и права Российской академии государственной службы при Президенте РФ.
С апреля 2003 года по июнь 2011 года — преподаватель кафедры государственного строительства и права Российской академии государственной службы при Президенте РФ.
28 октября 2004 года в Российской академии государственной службы при Президенте РФ (диссертационный совет № 502.006.10 по юридическим наукам) защитил диссертацию на соискание учёной степени доктора юридических наук по теме «Современное светское государство: конституционно-правовое исследование» (специальность 12.00.02 — конституционное и муниципальное право); научные консультанты — член-корреспондент РАН, доктор юридических наук, профессор Г. В. Мальцев и доктор юридических наук, профессор М. Н. Кузнецов; официальные оппоненты — доктор юридических наук, профессор В. О. Лучин, доктор юридических наук, профессор Н. А. Михалёва и доктор юридических наук, профессор В. М. Сырых; ведущая организация — Российский университет дружбы народов.
С сентября 2013 года — профессор кафедры спортивного права Московского государственного юридического университета имени О. Е. Кутафина.
С сентября 2007 года по август 2008 года — доцент и с сентября 2008 года по август 2011 года — профессор кафедры государственного управления, правового обеспечения государственной и муниципальной службы Российской академии государственной службы при Президенте РФ.
С 1 сентября 2011 года — профессор кафедры правового обеспечения государственной и муниципальной службы и с 23 сентября 2014 года — кафедры государственного и муниципального управления Института государственной службы и управления Российской академии народного хозяйства и государственной службы при Президенте Российской Федерации.
В 2007–2011 годах — заместитель председателя комиссии Общественной палаты по образованию в городе Москве.
28 мая 2013 года присвоено учёное звание профессора.
С 2014 года — член Общественного совета при ГУ МВД России по Московской области.
Учредитель и член редакционного совета научного юридического журнала «Нравственные императивы в праве». Член редакционных коллегий научных журналов «Акушерство, гинекология и репродукция» (англ. Obstetrics, Gynecology and Reproduction) и «Копирайт. Вестник Российской государственной академии интеллектуальной собственности».
С декабря 2013 года по май 2019 года — член Юридического комитета Российского футбольного союза.
Член диссертационных советов по юридическим наукам Д 504.001.34 РАНХиГС при Президенте РФ, Д 401.001.02 РГАИС и Д 212.203.29 при РУДН.

## Семья
- Жена — Александра Александровна Понкина. Эксперт Консорциума специалистов по защите прав пациентов. Заместитель председателя правления Института государственно-конфессиональных отношений и права. В 2013 году в Российской академии народного хозяйства и государственной службы при Президенте Российской Федерации под научным руководством доктора юридических наук А. А. Соловьёва защитила диссертацию на соискание учёной степени кандидата юридических наук по теме «Право на безопасную медицинскую помощь: конституционно-правовое исследование» (специальность 12.00.02 — Конституционное право; конституционный судебный процесс; муниципальное право); официальные оппоненты — доктор юридических наук, профессор В. В. Гребенников и кандидат юридических наук Л. Ф. Абзалова; ведущая организация — Белгородский государственный национальный исследовательский университет[10].
- Дочь — Алёна Игоревна Редькина (Понкина). Окончила магистратуру кафедры международного права Российского университета дружбы народов[11]. В 2013 году в Российской академии народного хозяйства и государственной службы при Президенте Российской Федерации защитила диссертацию на соискание учёной степени кандидата юридических наук по теме «Государственное управление и самоуправление в области спорта» (специальность 12.00.14 — административное право и административный процесс); научный руководитель — доктор юридических наук, профессор М. Н. Кузнецов; официальные оппоненты — доктор юридических наук, профессор А. С. Дугенец и кандидат юридических наук Н. А. Жабин; ведущая организация — Краснодарский университет МВД России[12]. Доцент кафедры спортивного права Московского государственного университета имени О. Е. Кутафина[11].
- Сын — Дмитрий Игоревич Понкин (род. 1994). В 2016 году окончил факультет математической экономики, статистики и информатики Российского экономического университета имени Г. В. Плеханова по кафедре информатики. С 2018 года — аспирант кафедры прикладной математики и искусственного интеллекта Института автоматики и вычислительной техники Национального исследовательского университета «МЭИ»[13].

## Экспертная деятельность
С 2003 года — член Экспертно-консультативного совета при Комитете Государственной Думы Федерального Собрания Российской Федерации по делам общественных объединений и религиозных организаций.
С января 2014 года — член Экспертного совета по проведению государственной религиоведческой экспертизы при Главном управлении Министерства юстиции Российской Федерации по Москве.
С 2016 года — член Экспертной группы по совершенствованию законодательства в сфере свободы совести и религиозных объединений Экспертного совета Комитета Государственной Думы Федерального Собрания Российской Федерации по развитию гражданского общества, вопросам общественных и религиозных объединений.
С ноября 2017 года — член Экспертного совета при Уполномоченном по правам человека в Российской Федерации.
С 2018 года — член Экспертного совета при Комитете Совета Федерации по обороне и безопасности.
Член Экспертного совета по теологии (как представитель юридической науки) Высшей аттестационной комиссии при Министерстве науки и высшего образования Российской Федерации.
Проводил экспертизу фильма «Матильда» и делу Pussy Riot.
Относительно законопроекта «О профилактике семейно-бытового насилия» заявлял, что в «случае принятия закона будет нанесён ущерб институту семьи…» и выступил соавтором заключения о его вредности, считая, что при его принятии будет нанесён значительный ущерб конституционным правам граждан Российской Федерации и институту семьи в целом.
В 2022 году участвовал в комиссии, усмотревшей в книге «Лето в пионерском галстуке» содержание информации, направленной «на формирование у несовершеннолетних нетрадиционных сексуальных установок» и информации, «распространение которой обладает признаками состава преступления, предусмотренного статьёй 354.1 «Реабилитация нацизма»».

## Отзывы и критика
В 2002 году на проходившей в Екатеринбурге 9-11 декабря международной научно-практической конференции «Тоталитарные секты — угроза религиозного экстремизма» руководитель отдела информации Миссионерского отдела РПЦ диакон А. И. Хвыля-Олинтер выступил со следующим заявлением: «Как сотрудник Синодального Миссионерского отдела хочу заявить, что священник Олег Стеняев не является сотрудником миссионерского отдела, хотя он злоупотребляет прошлой своей деятельностью и у него осталась печать, которой он и пользуется, кроме того, есть ряд людей, которые заявляют себя как сотрудники Синодального Миссионерского отдела и среди них Игорь Владиславович Понкин, у которого много псевдонимов — среди них „Карелин“ и „И. Куликов“. Он тоже не является сотрудником Синодального Миссионерского отдела. Я прошу всех внимательно относиться к самочинным притязаниям этих людей на членство в Синодальном Миссионерском отделе».
В 2005 году Понкин выступил с резкой критической рецензией на доклад Н. А. Митрохина «Клерикализация образования в России: к общественной дискуссии о введении предмета "Основы православной культуры" в программу средних школ». Митрохин опубликовал ответ на высказанные замечания. В свою очередь Понкин написал ответ на замечания Митрохина.
В том же году председатель Конгресса еврейских религиозных организаций и объединений России З. Л. Коган в своём письме председателю Высшей аттестационной комиссии Министерства образования и науки России Г. А. Месяцу заявил, что «целый ряд неформальных объединений экстремистов и антисемитов посредством влияния на некоторых учёных и высокопоставленных чиновников и посредством их неинформированного использования стремится сорвать успешное npoхождение диссертации Понкина» и что «упомянутые неформальные объединения экстремистов и антисемитов стремятся оказывать и постараются оказать сильнейшее давление на ВАК Минобразования и науки России через известных людей, находящихся в неведении относительно истинных причин, с целью заблокировать положительное решение вопроса по диссертационному делу Понкина И. В.». Кроме того, Коган указал на то, что ему «точно известно, что такие нападки вызваны именно и исключительно стремлением ксенофобов и антисемитов „наказать“ Понкина И. В. за его антидиффамационную деятельность», поскольку, по его словам, тот «уже давно подвергается преследованиям со стороны всевозможных экстремистов за свою принципиальную позицию и активную деятельность по противостоянию антисемитизму и ксенофобии». В связи с этим Коган утверждал, что «Конгресс еврейских религиозных организаций и объединений в России убеждён, что необходима всяческая поддержка учёных, занимающихся проблемами противодействия экстремизму и вопросами обеспечения светскости государства», подчеркнув, что «очень важно, чтобы учёные, работающие в русле таких проблем, могли бы получить научный рост, чтобы ещё более эффективно работать для всеобщего блага». И исходя из всего этого подытожил: «Понимая, в чем коренятся причины преследований Понкина И. В., Конгресс еврейских религиозных организаций и объединений в России считает необходимым обратиться к вам с просьбой взять рассмотрение диссертационного дела Понкина И. В. под личный контроль и не позволить антисемитам затравить учёного». В свою очередь главный редактор газеты «Русский вестник» А. А. Сенин в беседе с политологом и социологом М. О. Тульским, заявил следующее: «Я давно знаю Игоря Понкина. Он, безусловно, убеждённый православный патриот. Мы с ним часто встречались на разных православных мероприятиях и подолгу беседовали. Я уверен, что "письмо Когана", где Игорь Понкин назван "борцом с антисемитизмом", — это какая-то фальшивка, и очень сожалею, что на эту фальшивку клюнул серьезный сайт "Правая.ру". Я вообще не понимаю, как патриоты могут публиковать раввина! Ведь Понкин очень много делает для правильного разоблачения сект и всех чуждых православию сил в нашей стране. Я призываю всех православных поддержать Понкина! Ведь его деятельностью могут быть недовольны только тоталитарные секты. Я в этом уверен, потому что основываюсь на беседах с ним. Из них я вижу, что Понкин — честный, порядочный человек..». В связи с этим Тульский отметил, что позвонил Когану, который подтвердил, что подписывал письмо Месяцу в поддержку Понкина, поскольку «я его давно знаю, Понкин — старательный и порядочный человек», а сам Понкин ответил: «Мне выгоднее сейчас промолчать, а ответить потом».
В 2006 году на портале сетевого издания «Благовест-инфо» муфтий Пермского края М. Р. Хузин и муфтий Ямала Ф. Салман выпустили обращение, в котором выступили с критикой действий Понкина, указав, что они «повлекли за собой тяжелый кризис Центрального духовного управления мусульман России и целый ряд других негативных последствий». По их утверждению ему «в течение нескольких лет удавалось вводить в заблуждение лидеров Центрального духовного управления мусульман России и передавать им на подпись бумаги весьма сомнительного содержания, большинство из которых были направлены, как оказалось, на решение его собственных проблем» и «аналогичные манипуляции проводились им с иудейскими, лютеранскими и даже православными духовными лидерами». Авторы обращения отметили, что для них «стало шокирующим открытием, что г-н Понкин взаимодействует с вечным оппонентом ЦДУМ Али Полосиным и лидерами неохаризматов, в равной степени ненавидящими нашу религию». При этом, они высказали мнение, что именно по согласованию с ними г-н Понкин нанес непоправимые удары по ЦДУМ, Русской Православной Церкви и Межрелигиозному совету России, полномочным представительствам Президента в ПФО и ЦФО, а также Министерству регионального развития», подчеркнув, что «во многом его усилиями была дискредитирована грамотная и полезная для традиционных религий программа „Этнокультурное развитие регионов России“, разработанная Минрегионом в 2005 году». В связи с этим Хузин и Салман подытожили: «Мы присоединяемся к позиции Миссионерского отдела Русской Православной Церкви, Центра Иринея Лионского и кафедры религиоведения Российской академии государственной службы, крайне негативно оценивающих научную и общественную деятельность г-на Понкина. Мы сожалеем об имевшем место сотрудничестве с этим человеком и отзываем свои подписи под всеми бумагами, разосланными Понкиным, и просим считать недействительными свои предисловия к его трудам». Понкин там же выпустил ответное обращение, где отверг выдвинутые против него обвинения. На портале сетевого издания «Русская линия» в его защиту также выступил его научный руководитель и коллега М. Н. Кузнецов. В свою очередь Полосин в интервью корреспонденту сетевого издания «Портал-Credo.ru» Исмаилу-Валерию Емельянову заявил следующее: «Игоря Понкина я видел 3–4 года назад на какой-то конференции. Он произвёл на меня впечатление человека, активно лоббирующего интересы патриархии, – он передал мне и другим сотрудникам Совета муфтиев России (СМР) бумаги, в которых со ссылками на европейское право доказывалась необходимость включения "Основ православной культуры" в учебную программу. Поскольку СМР официально занял негативную позицию по этому вопросу, я на эти бумаги ничего не ответил и ни в какие контакты с автором не вступал». А заместитель председателя Миссионерского отдела игумен Филипп (Симонов) в ответном письме Понкину заявил следующее: «Ознакомившись с представленными Вами документами, содержащими ссылки на некую официальную позицию Миссионерского отдела Московского Патриархата в отношении Вашей научной деятельности (в частности, речь идёт об „Обращении мусульманских лидеров по поводу деятельности директора Института государственно-конфессиональных отношений И.Понкина“ и др.) Миссионерский отдел Московского Патриархата в своих официальных публикациях и заявлениях никогда не высказывал негативных оценок Вашей научной и общественной деятельности. В случае, если подобного рода оценки высказываются или высказывались отдельными сотрудниками отдела, их следует отнести к категории частных суждений, не связанных с официальной позицией Отдела».
В том же году политолог и социолог М. О. Тульский опубликовал в «Русском журнале» статью, в которой «громкий межрелигиозный скандал десятилетия», произошедший после выхода в печати книги религиоведа и исламоведа Р. А. Силантьева «Новейшая история исламского сообщества России», связал с возникшим в 2003 году конфликтом между Понкиным и Силантьевым. В качестве подтверждения он привёл слова представителя Центрального духовного управления мусульман в Москве Р. С. Валеева: «Понкин приносил заявление против книги Силантьева. Все, кто хаяли Романа Силантьева, приносили свои заявления и просили, чтобы мы эти заявления от имени муфтия-хазрата или от имени ЦДУМ опубликовали. Этих заявлений было всяких разных много, и не только Игорь Понкин, и другие писали, присылали, отдавали мне свои проекты заявлений. Книга абсолютно не антимусульманская; возмущались в основном те, кто ее не читал или читал крайне поверхностно. Но, в конце концов, важен конечный результат: в итоге и муфтий Талгат Таджуддин, и большинство мусульман положительно оценили книгу Романа и с нетерпением ждут теперь её второго издания». Кроме того, Валеев отметил, что «с Игорем Понкиным знаком очень давно, он хороший специалист, очень много нам помогал по разным вопросам, консультировались с ним в том числе по нашему заявлению в отношении гей-парада в Москве. И главное: Понкин — православный патриот. Вот что мне больше всего в нём импонирует — это то, что он патриот. Я знаю, что у Игоря Понкина есть какие-то разногласия с Романом Силантьевым, я не хотел бы влезать в их отношения: у меня хорошие отношения и с Романом, и с Игорем. Просто нет одинаковых людей, и сколько людей — столько и мнений». В свою очередь Понкин заявил: «С Силантьевым у меня конфликт не личностный, а мировоззренческий. Силантьев поддерживал проект "Русский ислам" (между тем в книге Силантьева проект "Русский ислам" откровенно высмеивается, см. с.546). На этом и вышел мой конфликт с ним. Это было в 2002—2003 годах. А что касается книги Силантьева, то я давно занимаюсь проблематикой 282-й статьи УК ("разжигание национальной и религиозной розни") и могу сказать, что в книге Силантьева целый ряд тезисов изложен как авторский текст, не закавычен, без ссылок — я до сих пор не писал критики на книги Силантьева, но если продолжится такая "пьянка", то я, конечно, своё заключение напишу с большим удовольствием и усердием. По поводу книги Силантьева я согласен с Полосиным: вывалить это всё на мусульман, которые с нами живут длительное время, — что это даёт...». А Силантьев в ответ высказал следующее мнение по поводу обвинений Понкина: «Когда-то я знал Игоря Понкина как неплохого сектолога и юриста, однако после его последних заявлений в мой адрес возникли серьёзные сомнения относительно адекватности этого человека — писать такие вещи пристало не юристу, а скорее „сыну юриста“. Впрочем, обижаться на Понкина в православной среде уже давно не принято. Относительно иных аспектов данной проблемы могу лишь заметить, что мусульмане оказались бдительней православных и первыми смогли вычислить опасного провокатора и двойного агента. За что лично я им очень благодарен». А основатель и главный редактор сетевого издания Портал-Credo.ru А. В. Солдатов заявил, что после этой истории с книгой Силантьева увидел положительные моменты в деятельности Понкина: «Теперь я стал к нему относиться не так однозначно, как раньше. Если против него настроена Патриархия, значит, Понкин делает и немало положительного». В свою очередь Понкин выпустил ответы на критику Тульского.

## Научные труды

### Монографии
- Понкин И. В. Теоретико-правовые и международно-правовые аспекты регулирования отношений между государством и религиозными объединениями. – М., 2000. – 70 с.
- Понкин И. В. Возбуждение религиозной вражды: правовой анализ явления. – М., 2000. – 191 с.
- Понкин И. В. Светскость: конституционно-правовое исследование / Институт государственно-конфессиональных отношений и права. – М.: Общественные объединения, 2002. – 308 с.
- Понкин И. В. Правовые основы светскости государства и образования. — М.: Про-Пресс, 2003. — 416 с. ISBN 5-89510-024-4
- Понкин И. В. Секулярные религии в светском государстве. — М.: Институт государственно-конфессиональных отношений и права, 2003. — 81 с.
- Сравнительный анализ Закона Российской Федерации «Об образовании» и проекта Кодекса Российской Федерации об образовании / Сост.: к.п.н. И. В. Метлик,  к.ю.н. И. В. Понкин. — М.: Институт государственно-конфессиональных отношений и права, 2003. — 98 с.
- Понкин И. В. Светскость государства. - М.: УНЦ ДО, 2004. — 466 с. ISBN 5-88800-253-4
- Понкин И. В. Ислам во Франции. — М.: Издательство Учебно-научного центра довузовского образования, 2005. — 196 с. ISBN 5-88800-291-7
- Понкин И. В. Бесчестная дискуссия о религиозном образовании в светской школе: ложь, подмены, агрессивная ксенофобия. — М.: Изд-во Учебно-научного центра довузовского образования, 2005.
- Понкин И. В. Демография: зарубежный опыт правового регулирования. / Перев.-сост. И. В. Понкин / Институт государственно-конфессиональных отношений и права. — М.: Издательство Учебно-научного центра довузовского образования, 2005. — 80 с. ISBN 5-88800-290-9
- Понкин И. В. Столетие французского закона о разделении церквей и государства. — М.: Изд-во Учебно-научного центра довузовского образования, 2005. — 78 с. ISBN 5-88800-288-7
- Понкин И. В. Правовые основания преподавания православной культуры в государственных и муниципальных образовательных учреждениях в вопросах и ответах. — М.: Ин-т гос.-конфессион. отношений и права, 2003. — 137 с.
- Понкин И. В. Теологический факультет государственного университета: Европейский опыт правового регулирования. — М.: Изд-во Православного Свято-Тихоновского гуманитарного университета, 2006. — 212 с. ISBN 5-7429-0217-4
- Понкин И. В. Современное светское государство: конструктивная светскость. Конституционно-правовое исследование. — М.: Институт государственно-конфессиональных отношений и права, 2006. — 389 с.
- Соловьёв А. А., Понкин И. В. Преподавание спортивного права за рубежом. — М.: Комиссия по спортивному праву Ассоциации юристов России, 2010. – 72 с. ISBN 978-5-4253-0037-9
- Соловьёв А. А., Понкин И. В. Испанское законодательство о спорте. — М.: Комиссия по спортивному праву Ассоциации юристов России, 2011. — 158 с. (Серия: «Актуальные проблемы спортивного права». Вып. 10). ISBN 978-5-425303-13-4
- Понкин И. В., Соловьёв А. А. Справочник зарубежного законодательства о спорте / Предисл. д.ю.н., проф. С. В. Алексеева. — М.: Комиссия по спортивному праву Ассоциации юристов России, 2011. — 131 с. (Серия: «Актуальные проблемы спортивного права». Выпуск 7). ISBN 978-5-4253-0125-3
- Соловьёв А. А., Понкин И. В. Законодательство штата Техас о спорте / Предисл. д.ю.н., проф. С. В. Алексеева. — М.: Комиссия по спортивному праву Ассоциации юристов России; Национальное объединение спортивных юристов, 2012. – 105 с. (Серия: «Актуальные проблемы спортивного права». Вып. 14). ISBN 978-5-425304-34-6
- Понкин И. В. Общая теория публичного управления: избранные лекции / Международный институт государственной службы и управления Российской академии народного хозяйства и государственной службы при Президенте Российской Федерации. – М.: Издательство РАНХИГС при Президенте Российской Федерации, 2013. – 196 с. ISBN 978-5-4465-0272-1
- Соловьёв А. А., Понкин И. В., Понкина А. И. Правовое регулирование спорта в Швейцарии. — М.: Комиссия по спортивному праву Ассоциации юристов России; Национальное объединение спортивных юристов Российской Федерации, 2013. – 236 с. (Серия: «Актуальные проблемы спортивного права». Вып. 18). ISBN 978-5-4465-0090-1
- Понкин И. В., Соловьёв А. А., Понкина А. И. Правовое обеспечение противодействия противоправному поведению спортивных болельщиков / Под ред. И. В. Понкина. — М.: Комиссия по спортивному праву Ассоциации юристов России; Национальное объединение спортивных юристов Российской Федерации; кафедра спортивного права Московского государственного юридического университета имени О.Е. Кутафина (МГЮА), 2014. – 207 с. – (Серия: «Актуальные проблемы спортивного права». – Вып. 22). ISBN 978-5-4253-0749-1
- Понкин И. В. Паллиативная медицинская помощь: Понятие и правовые основы. — М.: Изд. ред. журнала «ГлавВрач», 2014.
- Понкин И. В. О правовых основаниях правового признания ценности жизни, человеческого достоинства и права на жизнь ребёнка, находящегося на пренатальной стадии развития. — М.: Изд.ред.журн.«ГлавВрач», 2015. — 106 с. (Прил.к журн.«ГлавВрач» №8/2015).
- Понкин И. В. Теория девиантологии государственного управления: Неопределённости, риски, дефекты, дисфункции и провалы в государственном управлении / ИГСУ РАНХиГС при Президенте РФ / Предисл. д.ю.н., проф. А. Б. Зеленцова. — М.: Буки Веди, 2016.
- Понкин И. В., Понкина А. А. Фармацевтическое право. — М.: ГЭОТАР-Медиа, 2017. — 139 с. ISBN 978-5-9704-4349-1
- Понкина А. А., Понкин И. В. Права врачей. Издание 2-е, дополн. и перераб. М., 2019. - 192 с.
- Понкин И. В. Неклассические войны: монография. - М.: ИНФРА-М, 2019. - 86 с. (Научная мысль. Философия войны). ISBN 978-5-16-014550-1
- Редькина А. И., Понкин И. В. Цитирование как метод сопровождения и обеспечения научного исследования. М., 2019. - 86 с.
- Понкина А. А., Понкин И. В. Правовое регулирование паллиативной медицинской помощи М., 2019. - 176 с.
- Понкин И. В. Публично-правовые средства эффективности развития экономики и финансов. Ч. 1. — М.: Кнорус, 2020.
- Понкин И. В. Права врачей. / Изд. 3-е, дополн. и перераб. — М.: ГЭОТАР-Медиа, 2020.

### Энциклопедии, словари и справочники
- Новые религиозные организации России деструктивного и оккультного характера: Справочник. — Белгород; М.: Миссионерский отдел Московского Патриархата: Православный миссионерский фонд Русской православной церкви, 1997. — 272 с. (Информационно-аналитический вестник. Миссионерский отдел Московского Патриархата Русской православной церкви; № 1).
- Новые религиозные организации России деструктивного и оккультного характера: Справочник / Миссионерский отдел Московского Патриархата Русской православной церкви. — 2-е изд., перераб. и доп. — Ростов н/Д, 1998. — 460 с.
- Новые религиозные организации России деструктивного, оккультного и неоязыческого характера: Справочник. / Авт.-сост. И. Куликов. — Т. 1: Сатанизм. — 3-е изд., доп. и перераб. — М.: Паломникъ, 1999. — 256 с.
- Новые религиозные организации России деструктивного, оккультного и неоязыческого характера: Справочник. / Авт.-сост. И. Куликов. — Т. 2. Ч. 1: Оккультизм.  — 3-е изд., доп. и перераб. — М.: Паломникъ, 1999. — 585 с.
- Новые религиозные организации России деструктивного, оккультного и неоязыческого характера: Справочник. / Авт.-сост. И. Куликов. — Т. 3. Ч. 1: Неоязычество. — 3-е изд., доп. и перераб. — М.: Паломникъ, 2000. — 394 с.
- Новые религиозные организации России деструктивного, оккультного и неоязыческого характера: Справочник. / Авт.-сост. И. Куликов. — Т. 4. Ч. 1: Восточно-мистические группы. — 3-е изд., доп. и перераб. — М.: Паломникъ, 2002. — 382 с.
- Новые религиозные организации России деструктивного, оккультного и неоязыческого характера : энциклопедия / сост. И. Куликов; Русская православная церковь (Центр "Жизнь", Центр реабилитации жертв нетрадиционных религий и др.), Ново-Нахичеванская и Российская епархия Армянской апостольской церкви, Центральное духовное управление мусульман России, Институт государственно-конфессиональных отношений и права. — Версия 1. — М.: Институт государственно-конфессиональных отношений и права, 2000. — 1 электрон. опт. диск CD-ROM
- Понкин И. В. Светскость государства: Словарь. — М.: Институт государственно-конфессиональных отношений и права, 2003. — 48 с.
- Понкин И. В. Светское государство // Энциклопедия государственного управления в России: В 4 т. / Под общ. ред. В. К. Егорова. Отв. ред. И. Н. Барциц / Том IV. Часть I. П–С. Отв. ред. И. Н. Барциц. – М.: Изд-во РАГС, 2006. – 304 с. – С. 186–187.
- Понкин И. В. Светское государство // Энциклопедия государственного управления в России: В 2 т. / Под общ. ред. д.ф.н., проф. В. К. Егорова; отв. ред. И. Н. Барциц / Том II. Н–Я. Отв. ред. И. Н. Барциц. – М.: Изд-во РАГС, 2008. – 520 с. – С. 230.

### Учебные издания
- Понкин И. В. Спортивное право: Учебно-методический комплекс. Учебный курс по выбору обучающимися в рамках магистерской программы «Конституционное право, муниципальное право» (направление подготовки «Юриспруденция») / Кафедра государственного строительства и права РАГС. — М.: Изд-во РАГС2010. — 66 с.
- Понкин И. В. Актуальные проблемы развития системы государственного и муниципального управления в условиях административной реформы: Лекция. — М.: Изд-во РАГС, 2010. — 42 с.
- Понкин И. В. Проблемы государственной политики в сфере противодействия экстремистской деятельности: Учебное пособие. – М.: Институт государственно-конфессиональных отношений и права, 2011. — 303 с.
- Понкин И. В., Соловьев А. А., Гребнев Р. Д., Понкина А. И. Спортивное право: Образовательная программа магистерской подготовки по направлению 030900 «Юриспруденция»: Учебно-методический комплекс//Москва, Комиссия по спортивному праву Ассоциации юристов России, 2011. — 584 с. ISBN 978-5-425302-60-1
- Понкин И. В. Правовое обеспечение государственного и муниципального управления: Учебно-методический комплекс / Под общ. ред. И. Н. Барцица. — М.: Изд-во МИГСУ РАГС, 2010. — 124 c.
- Понкин И. В. Юрист в области спорта, шоу-бизнеса и рекламы: Образовательная программа магистерской подготовки по направлению 030900 «Юриспруденция»: Учебно-методический комплекс. — М.: Изд-во РУДН, 2012. – 759 с.
- Спортивное право России: Учебник для магистров / Под ред. Д. И. Рогачёва. — М.: МГЮА, 2016. — 640 с.
- Понкин И. В. Теория государственного управления: Учебник для студентов высших учебных заведений, обучающихся по направлениям подготовки 38.04.04 "Государственное и муниципальное управление", 40.04.01 "Юриспруденция" (квалификация (степень) "магистр"). — М.: Инфра-М, 2019. - 528 с. - (Высшее образование - магистратура) (Электронно-библиотечная система znanium.com). ISBN 978-5-16-014592-1, ISBN 978-5-16-107092-5.
- Понкин И. В. Девиантология государственного управления: учебник для магистратуры и программ Master of Public Administration. 2019. —  301 с.
- Понкин И. В., Редькина А. И. Методология научных исследований и прикладной аналитики. / РОО «Институт государственно-конфессиональных отношений и права» — М.: БукиВеди, 2020. — 365 с. ISBN 978-5-4465-2666-6

### Статьи
на русском языке
- Куликов И. Поможет ли частное мнение Григория Руденко государственным служащим? // Религия и право. — 2000. — № 4.
- Понкин И. В. Светскость не тождественна антирелигиозности  // Религия и право, 2002. – № 3 (28). – С. 40–41.
- Понкин И. В. Понятийный аппарат в проблеме светскости государства и образования // Государственная служба, 2003. – № 5 (25). – С. 117–126.
- Понкин И. В. Идеология толерантности и светское государство // Религия и право, 2003. – № 2. – С. 36–37.
- Понкин И. В. Религиозное образование во Франции (анализ доклада Министерства национального образования Франции «Преподавание в светской школе предметов, касающихся религии», февраль 2002 г.) // Религиоведение, 2003. – № 2. – С. 126–134.
- Понкин И. В. Религиозное образование в светской школе: правовой аспект // Право и образование, 2003. – № 6. – С. 78–84.
- Понкин И. В. О типологии светских государств // Государственная служба, 2004. – № 1 (27). – С. 96–101.
- Понкин И. В. Правовые основы светскости государства и образования во Франции // Право и образование, 2004. – № 2. – С. 85–96.
- Понкин И. В. Уроки работы комиссии по светскости при Президенте Франции // Религиоведение, 2004. – № 3. – С. 145–156.
- Понкин И. В. Доклад Комиссии Бернара Стази по светскости от 11.12.2003 г. Обзор основных положений // Религия и право, 2004. – № 1. – С. 6–8.
- Понкин И. В. Французские официальные документы 2004 г. о светскости образования // Право и образование, 2005. – № 1. – С. 122–132.
- Понкин И. В. Преподавание знаний о религии в светской школе: обзор европейского опыта // Свободная мысль, 2006. – № 9–10. – С. 131–145.
- Понкин И. В. Традиционные религии: правовой статус // Свободная мысль, 2007. – № 5. – С. 88–94.
- Понкин И. В. Этноконфессиональная реальность // Свободная мысль, 2007. – № 8. – С. 217–220.
- Понкин И. В. О правовой возможности продолжения реализации учебных курсов религиозной культуры и национально-культурного образования // Юрист вуза, 2008. – № 6. – С. 10–15.
- Понкин И. В. Европейские и американские университеты: соперничество и взаимовлияние // Право и образование, 2008. – № 10. – С. 42–57.
- Понкин И. В. Наркомания как фактор разрушения общества // Безопасность Евразии, 2008, апрель – июнь. – № 2 (32). – С. 451–452.
- Понкин И. В. Наркомания как фактор разрушения общества // Учёные записки Российского государственного социального университета, 2008. – № 2 (58). – С. 195–197.
- Понкин И. В. О некоторых возможных направлениях и мерах совершенствования системы высшего и послевузовского профессионального юридического образования в России // Право и образование, 2009. – № 9. – С. 24–34.
- Понкин И. В. Студенты на пути к олимпийскому пьедесталу // Юрист вуза, 2009. – № 7. – С. 59.
- Понкин И. В. Правовой порядок прохождения докторантуры и защиты докторской диссертации в европейских университетах // Юрист вуза, 2009. – № 7. – С. 11–17.
- Понкин И.В. Правовой порядок прохождения докторантуры и защиты докторской диссертации в европейских университетах // Юрист вуза, 2009. – № 8. – С. 6–16.
- Понкин И. В. Плюрализм в образовании и религиозные культурные ценности // Право и образование, 2009. – № 5. – С. 4–12.
- Понкин И. В. Преподавание спортивного права в университетах США: факультет спортивного менеджмента Школы менеджмента Айзенберг Университета штата Массачусетс // Право и образование, 2010. – № 6. – С. 47–52.
- Понкин И. В. Преподавание спортивного права в университетах США: Национальный институт спортивного права Школы права Университета Маркетт // Право и образование, 2010. – № 7. – С. 36–42.
- Понкин И. В. О правах человека в православном понимании и измерении (к 60-летию принятия Европейской конвенции о защите прав человека и основных свобод от 4 ноября 1950 г.) // Нравственные императивы в праве, 2010. – № 4. – С. 3–12.
- Понкин И. В. Краткий обзор ситуации вокруг противоправной деятельности телеканала «2х2» // Нравственные императивы в праве, 2010. – № 2 (8). – С. 44–50.
- Понкин И. В. О новом федеральном государственном образовательном стандарте начального общего образования, утвержденном приказом Министерства образования и науки Российской Федерации от 6 октября 2009 г. № 373 // Нравственные императивы в праве, 2010. – № 2 (8). – С. 22–43.
- Понкин И. В. Эволюция правового статуса ректора вуза во французском законодательстве // Юрист вуза, 2010. – № 1. – С. 6–9.
- Понкин И. В. Правовые проблемы признания дипломов учреждений профессионального религиозного образования // Юрист вуза, 2010. – № 4. – С. 6–15.
- Понкин И. В. Бразильская спортивно-правовая кодификация в преддверии Олимпийских Игр 2016 года // Юрист вуза, 2010. – № 7. – С. 75–78.
- Понкин И. В. Правовые последствия решения Европейского Суда по правам человека по делу «Лаутси против Италии» для системы образования России  // Юрист вуза, 2010. – № 11. – С. 12–16.
- Понкин И. В. Дела об оскорблении религиозных чувств верующих. Правовые позиции Европейского суда по правам человека // Журнал Московской Патриархии, 2011. – № 6. – С. 67–73.
- Понкин И. В. Приговор по делу о выставке «Запретное искусство – 2006». Анализ правовых позиций обвинения и защиты // Журнал Московской Патриархии. 2011. – № 1. – С. 67–71.
- Понкин И. В. Создание эффективной спортивной инфраструктуры как одно из приоритетных направлений национальной модернизации // Вестник Российского университета дружбы народов. Сер. «Юридические науки». — 2011. – № 4. – С. 117–123.
- Понкин И. В. Преподавание спортивного права в Европе // Право и образование. — 2011. – № 4. – С. 43–51.
- Понкин И. В. Проблемы и решения в образовательном пространстве // Юрист вуза. — 2011. – № 5. – С. 79–80.
- Понкин И. В. Осторожно, плагиат // Конституционное и муниципальное право. —  2011. – № 2. – С. 77–78.
- Понкин И. В. История спортивной деятельности и нормативно-правового регулирования спорта в Испании // Нравственные императивы в праве. — 2011. – № 3. – С. 47–58.
- Понкин И. В. О некоторых недостатках Федерального закона «Об основах охраны здоровья граждан в Российской Федерации» от 21.11.2011 № 323-ФЗ // Нравственные императивы в праве. 2011. – № 3. – С. 4–38.
- Понкин И. В. О признании исключительной компетенции религиозных организаций по установлению их внутренней структуры и внутренних норм отношений как одной из гарантий свободы вероисповедания в демократическом государстве // Нравственные императивы в праве. — 2012. – № 3. – С. 11–32.
- Понкин И. В. К вопросу о природе и содержании свободы вероисповедания: новая страница в конституционно-правовой науке // Религия и право, 2012. – № 2. – С. 41–42.
- Понкин И. В. Законопроект «Об образовании в РФ»: юридическая оценка // Профессиональное образование. Столица. — 2012. – № 7. – С. 5–10.
- Понкин И. В. Некоторые размышления о необходимости защиты публичного порядка Российской Федерации от вторжения иностранного публичного порядка // Вестник Российского университета дружбы народов. Сер. «Юридические науки». —  2012. – № 1. – С. 115–120.
- Понкин И. В. О корреляции lex sportiva и спортивного права // Вестник Российского университета дружбы народов. Сер. «Юридические науки», 2012. – № 3. – С. 109–118.
- Понкин И. В. Перерастут ли «пространственно-временные» и фрагментарные хозяйственные связи в СНГ в цивилизационные и геостратегические? / И.В. Понкин // Юрист вуза, 2012. – № 3. – С. 68–70..- 2012.
- Понкин И. В. О некоторых проблемах системы защиты диссертаций по праву // Юрист вуза, 2012. – № 5. – С. 41–45.
- Понкин И. В. Докторантура и присуждение докторских степеней во Франции // Юрист вуза, 2012. – № 6. – С. 39–42.
- Понкин И. В. «Законопроект пока не отвечает ожиданиям…» // Юрист вуза, 2012. – № 7. – С. 14–31.
- Понкин И. В. О современном состоянии и перспективах реализации образовательных программ бакалавриатского, магистерского и дополнительного юридического образования в области спортивного права // Право и образование. — 2012. – № 5. – С. 39–47.
- Понкин И. В. К вопросу о природе и содержании свободы вероисповедания: новая страница в конституционно-правовой науке // Религия и право, 2012. – № 2. – С. 41–42.
- Понкин И. В. Право детей на защиту // Журнал Московской Патриархии. — 2012. – № 4. – С. 92–95
- Понкин И. В. Человеческое достоинство верующих. Вопросы правовой защиты // Журнал Московской Патриархии. — 2013. – № 9. – С. 39–45.
- Понкин И. В. Участие Союзного Совета Швейцарии в противодействии коррупции в спорте и борьбе с договорными матчами // Спорт: экономика, право, управление, 2013. – № 2. – С. 51–55.
- Понкин И. В. Некоторые рассуждения относительно Конвенции Совета Европы о защите детей от сексуальной эксплуатации и сексуальных злоупотреблений // Современный мир: сравнительные исследования, 2013. – № 4. – С. 25–32.
- Понкин И. В. К вопросу о государственной политике в сфере защиты от психологического насилия // Современный мир: сравнительные исследования, 2013. – № 1. – С. 25–29.
- Понкин И. В. К вопросу о системе предоставления публичных услуг // Правозащитник. 2013. № 1.
- Понкин И. В. Трасса для летящего в пропасть образования // Национальный контроль, 2013. – № 4–5. – С. 52–56.
- Понкин И. В. К вопросу о содержании и гарантиях прав ребенка на игру и на игрушки // Право и управление. XXI век, 2013. – № 4. – С. 38–44.
- Понкин И. В. История развития права интеллектуальной собственности. Первые нормативные правовые акты, касавшиеся вопросов авторского права // Вестник Российского университета дружбы народов. Сер. «Юридические науки», 2013. – № 3. – С. 124–129.
- Понкин И. В. Концепт электронного государства в рамках новой системы публичного управления // Вестник Российского университета дружбы народов. Сер. «Юридические науки», 2013. – № 4. – С. 52–58.
- Понкин И. В. Государственное управление и государственная политика в области здравоохранения: понятие и природа // Наркология. —  2013. – № 10. – С. 12–15.
- Понкин И. В. Инструменты государственного управления и государственной политики в сфере здравоохранения // Наркология. — 2013. – № 12. – С. 14–17.
- Понкин И. В. О новациях в правовом обеспечении государственной политики в сфере права интеллектуальной собственности в Австралии // Право и образование, 2013. – № 8. – С. 123–128.
- Понкин И. В. Понятие, признаки и природа публичного управления // Право и образование, 2013. – № 11. – С. 18–24.
- Понкин И. В. Концепт «новой модели» публичного управления // Право и образование, 2013. – № 12. – С. 55–70.
- Понкин И. В. Реформирование законодательства Канады об авторском праве: новации 2012 года // Юрист вуза, 2013. – № 9. – С. 40–44.
- Понкин И. В. Всемирная летняя Универсиада – тест на качество управления // Государственная служба, 2013. – № 3. – С. 20–22.
- Понкин И. В. О понятии и концепте «хорошего управления» («Good governance») // Государственная служба, 2013. – № 4. – С. 39–42.
- Понкин И. В. Дисфункциональное государство и несостоятельное государство // Государственная служба, 2013. – № 6. – С. 64–67.
- Понкин И. В. К вопросу гарантий свободы вероисповедания в демократическом государстве // Платон. — 2013. – № 1. – С. 13–21.
- Понкин И. В. Правонарушения спортивных болельщиков на массовых зрелищных спортивных мероприятиях: зарубежные подходы к формулированию сути деяний // Спортивное право. — 2013. – № 6. – С. 25–29.
- Понкин И. В. Правовое регулирование обеспечения безопасности во время проведения спортивных мероприятий в Швейцарии // Спортивное право. — 2013. – № 2. – С. 70–76.
- Понкин И. В. О достойном отношении к телу умершего в утробе матери ребенка // Главврач. — 2013. – № 10. – С.44–48.
- Понкин И. В. Автономный внеправовой нормативный порядок в сфере религии и защита государством религиозных чувств и достоинства личности верующих // Религия и право, 2014. – № 3. – С. 8–11.
- Понкин И. В. Заключение специалистов (Ответы специалистов на вопросы) // Религия и право, 2014. – № 2. – С. 51–61.
- Понкин И. В. Богохульство и кощунство с точки зрения права. Непосредственные объекты противоправных посягательств при совершении действий, направленных на оскорбление религиозных чувств верующих и на унижение их человеческого достоинства // Юридическое религиоведение, 2014. – № 2. – С. 9–13.
- Понкин И. В. Оценка суррогатного материнства с позиций права и биоэтики // Право и образование, 2014. – № 10. – С.97–109.
- Понкин И. В. Заключение комиссии экспертов от 23.05.2012 по делу участниц группы «Pussy Riot» (комплексная судебная психолого-лингвистическая экспертиза по уголовному делу № 177080) // Нравственные императивы в праве, 2014. – № 1. – С. 4–20.
- Понкин И. В. К вопросу об особенностях спортивно-трудовых отношений // Нравственные императивы в праве, 2014. – № 1. – С. 81–83.
- Понкин И. В. Использование тел умерших: пределы возможностей с позиции биоэтики // Главврач, 2014. – № 6. – С. 38–42.
- Понкин И. В. Спортивное спонсорство // Спортивное право, 2014. – № 1. – С. 18–21.
- Понкин И. В. Краткий обзор истории развития права интеллектуальной собственности в Соединенных Штатах Америки // Интеллектуальная собственность. Авторское право и смежные права, 2014. – № 7. – С. 45–49.
- Понкин И. В. Краткий обзор истории авторского права в Испании в XVIII–XIX веках // Интеллектуальная собственность. Авторское право и смежные права, 2014. – № 9. – С. 62–66.
- Понкин И. В. К вопросу о понятии и видах рисков в публичном управлении // Актуальные вопросы публичного права, 2014. – № 4. – С. 66–72.
- Понкин И. В. Испанский опыт превенции и пресечения правонарушений, совершаемых спортивными болельщиками // Судья, 2014. – № 2. – С. 50–54.
- Понкин И. В., Понкина А. А. Правовые гарантии защиты прав извлечённого живым в результате производства аборта ребёнка на жизнь и на получение медицинской помощи // Нравственные императивы в праве. – 2014. – № 4.
- Понкин И. В., Понкина А. А. Биоэтика как наука и как lex biomedica // Право и образование. – 2014. – № 7. – С. 80–93.
- Понкин И. В., Понкина А. А. Оценка суррогатного материнства с позиций права и биоэтики // Право и образование. – 2014. – № 10. – С. 97–109.
- Понкин И. В. Цели публичного управления // Право и образование, 2014. – № 2. – С. 79–83.
- Понкин И. В. Концепт публичного управления по результатам // Право и образование, 2014. – № 4. – С. 85–92.
- Понкин И. В. Биоэтика как наука и как lex biomedica // Право и образование, 2014. – № 7. – С. 80–93.
- Понкин И. В. Первые нормативные правовые акты о здравоохранения и медицине за рубежом // Право и образование, 2014. – № 9. – С. 170–175.
- Понкин И. В. К вопросу о содержании европейской модели спорта // Вестник Российского университета дружбы народов. Сер. «Юридические науки», 2014. – № 2. – С. 259–264.
- Понкин И. В. Теория государственного управления: инструменты государственного управления и государственной политики // Административное право и процесс. 2014. – № 1. – С. 27–30.
- Понкин И. В. Теория государственного управления: децентрализация публичной администрации // Административное право и процесс. 2014. – № 2. – С. 28–33.
- Понкин И. В. Упрощение законодательства как инструмент «новой» модели публичного управления // Административное право и процесс. 2014. – № 4. – С. 8–12.
- Понкин И. В. Концепты электронного здравоохранения и электронного здоровья человека // Наркология. 2014. – № 6. – С. 34–40.
- Понкин И. В. Концепт телемедицины: суть, достоинства, недостатки и перспективы // Наркология. 2014. – № 10. – С. 25–30.
- Понкин И. В. Влияние трансферной системы на профессиональный спорт // Право и государство: теория и практика, 2014. – № 6. – С. 41–50.
- Понкин И. В. К вопросу об определении понятия «юридическое пространство» в контексте публичного управления // Власть, 2014. – № 1. – С. 105–108.
- Понкин И. В. Понятие публичных услуг // Вестник Омского университета. Сер. «Право»., 2014. – № 1 (38). – С. 134–138.
- Понкин И. В. Особенности государственного управления в области культуры // Вопросы управления, 2014. – № 3. – С. 7–12.
- Понкин И. В. Особенности публичного управления городом // Государственная служба, 2014. – № 4. – С. 43–46.
- Понкин И. В. Особые статусы религиозных объединений в зарубежном законодательстве // Религия и право. 2015. – № 3. – С. 16–18.
- Понкин И. В. Комплексная психолого-культуролого-лингвистическая экспертиза // Религия и право. 2015. – № 3. – С. 45–62.
- Понкин И. В. К вопросу о содержании понятия уважения государством внутренних установлений религиозных организаций // Религия и право. 2015. – № 2. – С. 10–15.
- Понкин И. В. Заключение на проект Закона Черногории «О свободе вероисповедания» (редакция от 30.07.2015) // Религия и право. 2015. – № 4. – С. 22–27.
- Понкин И. В. Технологии «мягкой силы» как средство дисфункционализации и разрушения государства // Право и образование, 2014. – № 12. – С. 95–111..
- Понкин И. В. Коррупция в спорте // Вестник Екатерининского института, 2014. – № 3. – С. 77–80.
- Понкин И. В. К вопросу о содержании понятия «профессиональный спорт» // Законы России: опыт, анализ, практика, 2014. – № 9. – С. 24–28.
- Понкин И. В. К вопросу о гендерно-идеологическом законотворчестве // Правозащитник. № 1. 2014.
- Понкин И. В. Краткий обзор нового мексиканского закона о спорте // Спорт: экономика, право, управление, 2014. – № 2. – С. 35–37.
- Понкин И. В. Особенности этико-правового и институционального регулирования биотехнологий во Франции, Италии, Германии и Австрии // Вестник Российского университета дружбы народов. Сер. «Юридические науки», 2014. – № 4. – С. 158–169.
- Понкин И. В. Первые законодательные акты о спорте в зарубежных государствах // Теория и практика физической культуры, 2014. – № 5. – С. 35–38.
- Понкин И. В. О разработке правовой доктрины применительно к области спорта // Теория и практика физической культуры, 2014. – № 6. – С. 32–34.
- Понкин И. В. Понятие и особенности спорта как сферы шоу-бизнеса и спортивной индустрии // Спортивное право, 2014. – № 3. – С. 42–47.
- Понкин И. В. О правовых основаниях правового признания ценности жизни, человеческого достоинства и права на жизнь ребёнка, находящегося на пренатальной стадии развития // Нравственные императивы в праве, 2014. – № 2. – С. 4–45.
- Понкин И. В. Теория антикризисного государственного управления: ошибки в государственном управлении // Право и управление. XXI век, 2014. – № 4. – С. 37–43.
- Понкин И. В. Классификации моделей регулирования спорта // Нравственные императивы в праве, 2014. – № 4. – С. 36–44.
- Понкин И. В. Правовые гарантии защиты прав извлечённого живым в результате производства аборта ребёнка на жизнь и на получение медицинской помощи // Нравственные императивы в праве, 2014. – № 4. – С. 4–20.
- Понкин И. В. Педиатрическая паллиативная помощь // Материалы Первой конференции Ассоциации профессиональных участников хосписной помощи (Москва, 03–05.12.2015) / Благотворительный фонд помощи хосписам «Вера»; Асс. проф. участников хосписной помощи. – М.: Асс. проф. участников хосписной помощи, 2015.– С. 46–53. – 140 с.
- Понкин И. В. К вопросу о юридическом определении понятия «боль» // Материалы Первой конференции Ассоциации профессиональных участников хосписной помощи (Москва, 03–05.12.2015) / Благотворительный фонд помощи хосписам «Вера»; Асс. проф. участников хосписной помощи. – М.: Асс. проф. участников хосписной помощи., 2015. – С. 59–63. – 140 с.
- Понкин И. В. Правовые возможности и ограничения финансовой поддержки государством профессионального спорта: зарубежный опыт // Теория и практика физической культуры, 2015. – № 10. – С. 102–104.
- Понкин И. В. Неопределённости в публичном управлении // Финансы и управление, 2015. – № 3. – С. 1–10.
- Понкин И. В. Педиатрическая паллиативная помощь // Медицина. 2015. – № 1. – С. 1–17.
- Понкин И. В. К вопросу об особенностях государственного управления в условиях военного времени // Право и образование, 2015. – № 5. – С. 121–126.
- Понкин И. В. История развития патентной защиты биотехнологических изобретений // Право и образование, 2015. – № 6. – С. 101–106.
- Понкин И. В. К вопросу о содержании понятия «порядок» // Нравственные императивы в праве, 2015. – № 4. – С. 3–5.
- Понкин И. В. Проект от 30.07.2015 Закона Черногории «О свободе вероисповедания» // Нравственные императивы в праве, 2015. – № 4. – С. 49–63.
- Понкин И. В. Финансовая поддержка государством профессионального спорта: pro et contra // Адмiнiстративне право i процес (Украина; перечень Минобрнауки Украины), 2015. – № 3. – С. 175–184.
- Понкин И. В. Эффективный инструмент администрирования // Государственная служба, 2015. – № 2. – С. 27–29.
- Понкин И. В. Дисфункциональное государство и дисфункциональное государственное управление // Право и образование. – 2015. – №3. – С. 17–29.
- Понкин И. В. О проекте «Стратегии развития воспитания в Российской Федерации на период до 2025 года» // Юрист вуза. — 2015. – № 1.
- Понкин И. В. К вопросу о содержании понятия «человек» с позиций медицинского права и биоэтики // ГлавВрач, 2015. – № 3. – С. 16–23.
- Понкин И. В. Авторское право в области производства и оборота винодельческой продукции: постановка проблемы // Копирайт, 2015. – №1. – С. 44–49.
- Понкин И. В. Теория государственного управления: государство-дистопия // Административное право и процесс, 2015. – № 4. – С. 11–14.
- Понкин И. В. Патентование в сфере биотехнологий // Промышленно-торговое право (Беларусь; перечень ВАК Беларуси), 2015. – № 10. – С. 88–91.
- Понкин И. В. Стратегия инновационного развития РФ: критический взгляд // Ректор вуза, 2015. – №10. – С. 52–59.
- Понкин И. В. Противоправное поведение спортивных болельщиков // Актуальные проблемы совершенствования правового регулирования в сфере физической культуры и спорта: Сб. матер. Восьмой ежегодн. всероссийск. науч.-практич. конф. (30.05.2014, Москва) / Под общ. ред. Д.И. Рогачева; сост. Н.А. Овчинникова, О.А. Шевченко. – 2015.
- Понкин И. В. Практическое применение телемедицины в наркологическом лечении и реабилитации лиц, страдающих наркологическими заболеваниями / И.В. Понкин // Наркология, 2015. – № 1. – С. 20–26.
- Понкин И. В. (Понятията «управление» и «публично управление» в общата теория на публичното управление // Юбилеен Годишник на Департамент «Публична администрация» на Нов български университет за 2015 г.; г. София, Болгария; ISSN 1313-4760), 2015. Т.10.
- Понкин И. В. Несостоятельное государство и несостоятельность государственного управления // Право и образование, 2015. – № 9. – С. 118–131.
- Понкин И. В. Патенты на биотехнологические изобретения, связанные с генетикой человеческого организма // Копирайт, 2015. – № 3. – С. 36–41.
- Понкин И. В. Теория государственного управления: понятие бюрократической автономности // Административное право и процесс, 2015. – № 9. – С. 35–38.
- Понкин И. В. Технологии производства ребёнка из генетического материала трёх «родителей»: юридический и биоэтический аспекты // Нравственные императивы в праве. 2015. – № 2. – С. 4–13.
- Понкин И. В. К вопросу о содержании понятия уважения государством внутренних установлений религиозных организаций // Религия и право. 2015. – № 2. – С. 10–15.
- Понкин И. В. Заключение по содержанию и направленности фильма «Левиафан» // Нравственные императивы в праве. — 2015. – № 2. – С. 14–20.
- Понкин И. В. Особые статусы религиозных объединений в зарубежном законодательстве // Религия и право. — 2015. – № 3. – С. 16–18.
- Понкин И. В. Комплексная психолого-культуролого-лингвистическая экспертиза // Религия и право. — 2015. – № 3. – С. 45–62.
- Понкин И. В. Проблема финансирования государством профессионального спорта: опыт и дискуссии в США и Франции // Публично-правовые механизмы в обеспечении общественного развития: Материалы Всеросс. науч.-практич. конф., посвящ. памяти профессора Нины Антоновны Куфаковой (Москва, 04.04.2015). — М.: РУДН, 2015. — С. 111-125.
- Понкин И. В. Риск-ориентированное публичное управление // Право и государство (Казахстан, из перечня ВАК Казахстана), 2015. – № 3. – С. 81–86.
- Понкин И. В. Токсичные лидеры и исполнители среднего звена публичного управления // Платон, 2015. – № 3. – С. 27–31.
- Понкин И. В. Понятие резильентности системы к негативным факторам // Государственная служба, 2015. – № 5. – С. 15–17.
- Понкин И. В. Концепт и онтология «параллельного государства» // Право и образование, 2015. - №11.
- Понкин И. В. Право мальчика быть воспитанным как мальчик, право девочки быть воспитанной как девочка // Вестник Российского университета дружбы народов. Сер. «Юридические науки», 2015. - №2.
- Понкин И. В. Правовые основания, условия, императивы и ограничения государственного финансирования системы профессионального спорта: зарубежный опыт // Advances in Law Studies, 2015. – Т. 3. – № 5. – С. 244–252.
- Понкин И. В. Проблема деструктивного лидера в государственном управлении // Право и управление. XXI век, 2015. – № 3. – С. 79–83.
- Понкин И. В. О содержании и направленности учебного пособия «Диалог культур. 7–8 классы» (Иркутск: Репроцентр А1, 2014) // Образование и право, 2015. – № 11–12. – С. 222–230.
- Понкин И. В. Особенности сети Интернет в свете выявления и доказывания нарушений авторского права // Интеллектуальная собственность. Авторское право и смежные права, 2015. – № 7.
- Понкин И. В. Нормы о третейских и других судах по разрешению спортивных споров в зарубежном законодательстве // Вестник Университета имени О. Е. Кутафина (МГЮА), 2015. – № 4. – С. 186–194.
- Понкин И. В. «Чёрные дыры» в публичном управлении и концепт риск-ориентированного публичного управления // Advances in Law Studies, 2015. – Vol. 3. – № 3. – С. 135–141.
- Понкин И. В. Понятие управленческой способности государства // Право, политика, управление (Списание «Право, Политика, Администрация» от Катедра «Публичноправни науки и публичен мениджмънт» на Правно-историческия факултет, ЮЗУ «Н. Рилски» // журнал Юго-Западного университета «Неофит Рильский», Благоевград, Болгария; I, 2016. – Т. 3. – № 1.
- Понкина А. А., Понкин И. В. Юридическое определение понятия «боль» // Медицина, 2016. – № 1.
- Понкин И. В., Понкина А. И.  Определение понятия «спорт высших достижений» в зарубежном законодательстве // Спорт: экономика, право, управление, 2016. – № 1. – С. 13–17.
- Понкин И. В., Понкина А. И. К вопросу о понятии и особенностях автономного внеправового нормативного порядка в области спорта // Вестник Пермского университета. Сер. «Юридические науки», 2016. – № 1. – С. 28–34.
- Понкин И. В., Понкина А. И. Особенности взаимодействия положений нормативно-правовых актов в области спорта зарубежных государств и регламентных документов зарубежных спортивных организаций (на примере опыта Испании и Франции) // Современное общество и право, 2016. – № 1. – С. 68–77.
- Понкин И. В. О значении теории девиантологии государственного управления // Юрист вуза, 2016. – № 1. – С. 37–44.
- Понкин И. В. О зарубежном законодательстве о деятельности коллекторских агентств // Юрист вуза, 2016. – № 3.
- Понкин И. В. Вызов социальному государству или вызов социального государства: Рецензия на книгу Аристова Е. В. «Социальное государство в США» // Гуманитарные, социально-экономические и общественные науки, 2016. – № 1–2. – С. 118–120
- Понкин И. В. К вопросу об определении правового статуса искусственных островов // Advances in Law Studies, 2016. – Т. 4. – № 3.
- Понкин И. В. Концепт преэмптивной войны // Право и образование, 2016. – № 12. – С. 82–90.
- Понкин И. В. Теория государственного управления: содержание понятия «порядок» // Административное право и процесс, 2016. – № 11. – С. 8–10.
- Редькина А. И., Понкин И. В. Составы правонарушений, совершаемых спортивными болельщиками во время и в связи с проведением массовых зрелищных спортивных мероприятий // Право и государство: теория и практика. — 2016. – № 11. - 2016.
- Понкин И. В. Режим ручного управления // Государственная служба, 2016. – № 4. – С. 45–48.
- Понкин И. В. Концепт преэмптивной войны // Право и образование, 2016. – № 12. – С. 82–90.
- Понкин И. В. К вопросу об определении правового статуса искусственных островов // Advances in Law Studies, 2016. – Т. 4. – № 3.
- Понкин И. В., Редькина А. И., Рогачёв Д. И., Шевченко О. А. Межгосударственное сотрудничество в области спорта в рамках экономической интеграции в контексте деятельности Евразийского экономического союза // Право и государство: теория и практика, 2016. – № 10. – С. 108–112.
- Понкин И. В. Антидопинговый правовой режим: опыт Испании, Франции и Австралии // Спортивное право в Республике Беларусь: Сб. статей: Научно-электронное издание  / Министерство спорта Республики Беларусь; Нац. олимпийский комитет Республики Беларусь и др. Вып. 6, Минск: Ред. журн. «Промышленно-торговое право», 2016. – С. 156–162. – 402 с. (ISSN 2304-9626)
- Понкин И. В., Редькина А. И. О новом Законе Ирландии «Об «Ирландском спорте»» // Спортивное право в Республике Беларусь: Сб. статей: Научно-электронное издание  / Министерство спорта Республики Беларусь; Нац. олимпийский комитет Республики Беларусь и др. Вып. 6, Минск: Ред. журн. «Промышленно-торговое право», 2016. – С. 88–94. – 402 с. (ISSN 2304-9626)
- Понкина А. И., Понкин И. В. Понятие и структура «спортивного продукта» в спортивном праве // Вестник Российского университета дружбы народов. Сер. «Юридические науки», 2016. – № 2. – С. 129–137.
- Понкин И. В., Редькина А. И. Инструменты борьбы с употреблением допинга в спорте в зарубежном законодательстве // Право и государство: теория и практика, 2016. – № 9. – С. 107–112.
- Понкин И. В. Международные спортивные организации как субъекты права // Развитие правового регулирования в XXI веке: тенденции и перспективы: Матер. Междунар. науч.-практич. конф., посвящ. 140-летию НИУ «БелГУ» (г. Белгород, 20–21.10.2016): Сб. 1, Белгород: ГиК, 2016. – С. 74–78. – 373 с.
- Понкин И. В. К вопросу о риск-ориентированном публичном управлении // Россия: государство и общество в новой реальности: Сб. научных статей. Т. II., М.: Проспект, 2016. – С. 128–132. – 576 с.
- Понкин И. В. К вопросу о правах маленького пациента – ребенка на пренатальной стадии развития // Право и государство в современном мире: состояние, проблемы, тенденции развития: Матер. Междунар. науч.-теоретич. конф. – III Междунар. «Мальцевские чтения» – памяти заслуж. деятеля науки РФ, члена-корр. РАН, д.ю.н., проф. Г.В. Мальцева (Белгород, 21–22.0, Белгород: ГиК, 2016. – С. 68–77. – 334 с.
- Понкина А. И., Понкин И. В., Рогачёв Д. И., Шевченко О. А. Проведение международных спортивных мероприятий на территории государства: теоретический подход // Право и государство: теория и практика, 2016. – № 7. – С. 100–102.
- Понкина А. И., Понкин И. В., Рогачёв Д. И., Шевченко О. А. Регулирование поведения зрителей при проведении спортивных мероприятий // Право и государство: теория и практика, 2016. – № 8. – С. 98–104.
- Понкин И. В. Судебная практика по вопросу о выдаче патентов на биотехнологические изобретения, связанные с манипуляциями клетками и генами человека и их использованием // Копирайт, 2016. – № 2. – С. 61–77.
- Понкин И. В. Некоторые аспекты патентной защиты биотехнологических изобретений в Европейском Союзе, США и Китае // Копирайт, 2016. – № 3. – С. 159–176.
- Понкина А. И., Понкин И. В., Шевченко О. А. Пределы вторжения национальных юрисдикций государств и иммунитеты в международном спорте: на примере событий 2015 года в ФИФА // Спорт: экономика, право, управление, 2016. – № 3. – С. 32–36.
- Понкин И. В. К вопросу о содержании понятия «социальный порядок» // Социальное государство: конституционные модели и потенциал трансформации: Матер. междунар. науч.-практич. конф. (Белгород, 17–18.06.2016) / НИУ «БелГУ», Варминско-Мазурский университет в Ольштыне (Польша), Великотырновский университет Святых Кирилла и Меф, Белгород: ГиК, 2016. – 294 с. – С. 60–64.
- Понкин И. В. Энтропия, негэнтропия и порядок в публичном управлении и в праве // Право и образование, 2016. – № 9. – С. 11–20.
- Понкин И. В. Меры превенции противоправного поведения спортивных болельщиков и обеспечения их надлежащего поведения во время проведения спортивного мероприятия // Нравственные императивы в праве, 2016. – № 2. – С. 3–8.
- Понкин И. В. Преимущества патентно-правовой охраны биообъектов, биоматериалов и биотехнологий // Интеллектуальная собственность. Промышленная собственность, 2016. – № 7. – С. 44–48.
- Понкин И. В. О критериях патентоспособности изобретений в области биообъектов, биоматериалов и биотехнологий // Интеллектуальная собственность. Промышленная собственность, 2016. – № 8. – С. 41–50.
- Понкин И. В., Понкина А. И. Особенности соотношения положений нормативных правовых актов в области спорта зарубежных государств и норм регламентных документов зарубежных спортивных организаций (на примере опыта Аргентины, Бразилии, Великобритании, Ирландии и США) // Право и образование, 2016. – № 1. – С. 79–84.
- Понкин И. В., Понкина А. И. Ответственность за причинение вреда здоровью спортсменам во время занятия спортом (или при проведении спортивных мероприятий): опыт Австралии, Великобритании и США // Право и образование, 2016. – № 2. – С. 58–64.
- Понкин И. В. Риски в публичном управлении спортом // Теория и практика физической культуры, 2016. – № 6.
- Понкин И. В., Понкина А. И. Особенности предметно-объектной области государственного управления спортом и собственные интересы государства в этой области / И.В. Понкин // III Московский юридический форум. X Междунар. науч.-практич. конф. «Спортивное право, перспективы развития»: Матер. конф., М.: Проспект, 2017. – С. 102–113. – 144 с.
- Понкин И. В. К вопросу о понятии и видах правовых коллизий // Юридическая техника: Ежегодник., №11. – Нижний Новгород, 2017. – С. 280–282. – 799 с.
- Понкин И. В., Редькина А. И. О зарубежном опыте защиты прав спортивного судьи (на примере Франции и Бразилии) // Седьмой пермский конгресс ученых-юристов: Матер. Всеросс. науч.-практ. конф. (г. Пермь, ПГНИУ, 18–19.11.2016) / Отв. ред. В.Г. Голубцов; О.А. Кузнецова; Перм. гос. нац. исслед. ун-т., Пермь, 2016. – С. 475–477. – 506 с.
- Понкин И. В. Событие «черный лебедь» как проявление неопределенностей в государственном управлении // Право и образование, 2016. – № 4. – С. 112–120.
- Понкин И. В. Событие «чёрный лебедь» в государственном управлении // Актуальные проблемы административного и административно-процессуального права: Сб. статей по матер. ежегод. всеросс. науч.-практич. конф. (Сорокинские чтения) 25.03.2016: В 3 т. / Под ред. Ю. Е. Аврутина, А. И. Каплунова. Т. 1. — СПб.: Изд-во СПб ун-та МВД России, 2016. — 252 с.
- Понкин И. В. [Комментарий к законопроекту] // Спорт: экономика, право, управление, 2016. – № 2. – С. 8.
- Понкин И. В., Понкина А. И.  Определение понятия «любительский спорт» в зарубежном законодательстве // Спорт: экономика, право, управление, 2016. – № 2. – С. 25–28.
- Понкин И. В., Понкина А. И. Особенности предметно-объектной области государственного управления спортом и собственные интересы государства в этой области // III Московский юридический форум. X Междунар. науч.-практич. конф. «Спортивное право, перспективы развития»: Матер. конф., М.: Проспект, 2017. – 144 с. – С. 102–113.
- Понкин И. В. К вопросу о понятии и видах правовых коллизий // Юридическая техника: Ежегодник., №11. – Нижний Новгород, 2017. – С. 280–282. – 799 с.
- Понкин И. В., Редькина А. И. О зарубежном опыте защиты прав спортивного судьи (на примере Франции и Бразилии) // Седьмой пермский конгресс ученых-юристов: Матер. Всеросс. науч.-практ. конф. (г. Пермь, ПГНИУ, 18–19.11.2016) / Отв. ред. В. Г. Голубцов; О. А. Кузнецова; Перм. гос. нац. исслед. ун-т., Пермь, 2016. – С. 475–477. – 506 с.
- Понкин И. В. Событие «чёрный лебедь» как проявление неопределённостей в государственном управлении // Право и образование, 2016. – № 4. – С. 112–120.
- Понкин И. В. Событие «чёрный лебедь» в государственном управлении // Актуальные проблемы административного и административно-процессуального права: Сб. статей по матер. ежегод. всеросс. науч.-практич. конф. (Сорокинские чтения) 25.03.2016: В 3 т. Т. 1. / Под ред. Ю. Е. Аврутина, А. И. Каплунова. — СПб.: Изд-во СПб ун-та МВД России, 2016. 252 с.
- Понкин И. В. [Комментарий к законопроекту] // Спорт: экономика, право, управление, 2016. – № 2. – С. 8.
- Габния В. В., Понкин И. В. Система критериев оценки качеств государственных гражданских служащих // Право и государство: теория и практика, 2018.
- Понкин И. В. Дефекты государственного управления // Platon, 2018.
- Понкин И. В. Технологии трансграничных цифровых сервисов в ЕС, формализованные онтологии и блокчейн // International Journal of Open Information Technologies, 2018.
- Понкин И. В. Особенности охраны и защиты интеллектуальных прав в спорте и прав, связанных с проведением спортивных мероприятий, за рубежом // Копирайт, 2018.
- Понкин И. В. К вопросу об эффектах применения формализованных онтологий в экономике данных – опыт ЕС // International Journal of Open Information Technologies, 2018.
- Понкин И. В. Концепт малой войны // Право и образование, 2018.
- Понкин И. В. Синтез как метод научного исследования, в частности в юридической науке // Копирайт, 2018.
- Иларионова Т. С., Понкин И. В., Ботнев В. К., Редькина А. И. Рабочая программа дисциплины Б1.Б.02 «Теория и механизмы современного государственного управления» направления подготовки 38.04.04 «Государственное и муниципальное управление» (квалификация – магистр) //Нравственные императивы в праве, 2018.
- Понкин И. В. Сильное государство // Право и государство (Казахстан), 2018.
- Понкин И. В., Редькина А. И. К вопросу о понятии интеллектуальной цифровой экономики и о некоторых детерминируемых ею вызовах в отношении сферы права интеллектуальной собственности // Роль интеллектуальной собственности в прорывном научно-технологическом развитии общества: XXII Междунар. конф. Роспатента (Москва, 19–20.09.2018): Тезисы докладов / Роспатент, ФИПС; сост. Е. В. Королева, М. Ю. Комарова, 2018.
- Понкин И. В. К вопросу о подготовке профессиональных юристов-норморайтеров//Юридическая наука и практика: Вестник Нижегородской академии МВД России, 2018.
- Понкин И. В. О концепте ненадлежащего государственного управления «bad governance»//Право и образование, 2018.
- Понкин И. В. Обзор зарубежного законодательства об уголовно-правовой охране и защите религиозных чувств и человеческого достоинства верующих //Нравственные императивы в праве. – 2018. – № 1. – С. 3–16.
- Понкин И. В. Неопределённости в государственном управлении // Platon, 2018.
- Понкин И. В. О некоторых причинах неуспешности организации научной деятельности в образовательных организациях высшего образования в России //Аграрное и земельное право, 2018.
- Понкин И. В. Юридическая психология //Современное общество и право, 2018.
- Понкин И. В., Редькина А. И. Особенности государственного управления в сфере спорта высших достижений//Право и государство (Казахстан), 2018.
- Понкин И. В. Значение спортивной индустрии для развития спорта //Теория и практика физической культуры, 2018.
- Понкин И. В. Концепт «умного города» в контексте интеллектуального публичного управления городом//Аграрное и земельное право, 2018.
- Понкин И. В. Оценка правовой обоснованности и юридического значения решения Константинопольского Патриархата от 11.10.2018 о признании утратившим силу («отмене юридического обязательства») решения Константинопольского Патриархата от 1686 года//Нравственные императивы в праве, 2018.
- Понкин И. В. Онтологизация данных Европейского Союза как переход от экономики данных к экономике знаний//International Journal of Open Information Technologies, 2018.
- Акимов А. В., Понкин И. В., Климов А. А., Король М. Г., Куприяновский В. П. Из истории цифровой энергетики ЕС или энергопотребление близкое к нулю – переход нормативных решений ЕС к онтологиям энергетики, BIM и зданий//International Journal of Open Information Technologies, 2019.
- Понкин И. В., Куприяновский В. П., Понкин Д. И., Редькина А. И., Семенова Е. М. К вопросу о содержании понятия и особенностях онтологии цифровой энергетики и её правового образа//International Journal of Open Information Technologies, 2019.
- Понкин И. В., Редькина А.И. Методология науки: понятие «научный концепт»//Право и образование, 2019.
- Понкин И. В. Понятие «аналитика» // International Journal of Open Information Technologies. – 2019. – Vol. 7. – № 10. – С. 80–90.
- Понкин И. В. К вопросу о подготовке профессиональных юристов-норморайтеров//Норморайтер как профессия: Материалы дискуссии, 2019.
- Редькина А. И., Понкин И. В. Цифровые онтологии права и цифровое правовое пространство//Пермский юридический альманах (ежегодный научный журнал), 2019.
- Понкин И. В., Ботнев В. К., Редькина А. И. Британская научная школа государственного управления//Право и государство: теория и практика, 2019.
- Понкин И.В., Понкина А.А. Право врача на принятие рискованного решения в сложной клинической ситуации // Нравственные императивы в праве. – 2019. – № 3. – С. 3–15.
- Понкин И. В., Редькина А. И., Рогачев Д. И. Зарубежное законодательство о спортивных контролёрах-распорядителях // Законы России: опыт, анализ, практика. 2019. C. 65–72.
- Понкин И. В. К вопросу о правовой и фактической обоснованности введения научной специальности «Медицинское право. Фармацевтическое право» в номенклатуру специальностей научных работников // Медицинское право.- 2019.-C. 3–8.
- Понкин И. В. Методология науки: дизайн научного произведения (продукта) // Вопросы культурологии. – 2019. – № 11. – С. 64–71.
- Понкин И. В. Методология науки: сложные конструкции формулировок в научном исследовании//Право и образование, 2019.
- Понкин И. В. Аномия и дисномия в государстве: к вопросу о рисках//Юридическая техника, 2019. - 2с.
- Понкин И. В., Редькина А. И. Методология науки: инженерный стиль научного письма (короткие формулировки в научном исследовании) // Право и образование. – 2019. – № 8. – С. 17–22.
- Понкин И. В., Куприяновский В. П., Редькина А.И., Семенова Е. М., Понкин Д. И., Гринько О. В. К вопросу о содержании понятия и особенностях онтологии энергетического интернета и его правового и технологического образов // International Journal of Open Information Technologies. – 2019. – Vol. 7. – № 8. – С. 87–93.
- Редькина А. И., Понкин И. В. Цифровая формализация права //International Journal of Open Information Technologies, 2019.
- Понкин И. В., Редькина А. И. Методология науки: абдукция; гипотеза // Копирайт.- 2019.-C. 32–58.
- Понкин И. В. Новые проекты федеральных законов должны быть отклонены // Вопросы культурологии.- 2019.-C. 72–88.
- Понкин И. В., Редькина А. И. Методология науки: абдукция; гипотеза // Копирайт.- 2019.-C. 32–58.
- Понкин И. В. Методология науки: начало исследовательского пути // Право и образование.- 2020.-C. 4-14.
- Понкин И. В. Методология науки и прикладной аналитики: параметр ясности научного письма и исследовательского продукта // Право и образование.- М..- 2020.-C. 4–13.
- Понкин И. В. Параметр элегантности научного или прикладного аналитического текста, в том числе юридического // Современное общество и право.- 2020.-C. 3-13.
- Понкин И. В. Методология науки и прикладной аналитики: параметр полноты охвата и полноты учёта определяющих факторов в исследовании // Nomothetika: Философия. Социология. Право: Белгородский государственный национальный исследовательский университет (Белгород).- 2020.-C. 212–219.
- Понкин И. В. Децентрализация государственного управления в сфере спорта: пример Министерства спорта Российской Федерации // Право и образование.- 2020.-C. 101–113.
- Понкин И. В. Параметр завершённости исследования и исследовательского продукта: Когда можно и нужно остановиться? // Право и образование.- М.: Издательство АЭО.- 2020.-C. 50–56.
- Понкин И. В. Этика научной дискуссии // Российский юридический журнал.- 2020.-C. 64–69.
- Понкин И. В. Fintech, Regtech и регуляторные песочницы: понятие, цифровая онтология, перспективы // Современные информационные технологии и ИТ-образование: Фонд содействия развитию интернет-медиа, ИТ-образования, человеческого потенциала "Лига интернет-медиа".- 2020.-C. 224–234.
- Понкин И. В. Объект и предмет научного или прикладного аналитического исследования // Юридическая наука и практика: Вестник Нижегородской академии МВД России.- 2020.-C. 65–69.
- Понкин И. В. Концепт машиночитаемого и машиноисполняемого права: актуальность, назначение, место в РегТехе, содержание, онтология и перспективы // International Journal of Open Information Technologies.- 2020.-C. 59–69.
- Понкин И. В. Подрывные технологические инновации: понятие, значение и онтология // International Journal of Open Information Technologies.- 2020.-C. 60–68.
- Понкин И. В. Правовые аспекты в практике врача-инфекциониста // Российский вестник перинатологии и педиатрии: Национальная педиатрическая академия науки и инноваций.- 2020.-C. 7–14.
- Понкин И. В. Понятие, природа и онтология lex biomedica // Акушерство, гинекология и репродукция. — 2020.-C. 515–522.
- Понкин И. В. Цифровое государственное управление: метод цифровых моделей-двойников (BIM) в праве // Государственная служба.- М.: РАНХиГС.- 2020.-C. 64–69.
- Понкин И. В. «Надлежащее управление» в нормативном пространстве спорта: роль lex sportiva и международного спортивного арбитражного суда // Закон.- М.: Издательская группа "Закон".- 2020.-C. 44–50.
- Понкин И. В., Понкина А. А., Шкода А. С. Право ребёнка на пренатальной стадии развития на получение педиатрической паллиативной помощи // Акушерство, гинекология и репродукция. 2020. № 14(1). С. 80–88. doi:10.17749/2313-7347.2020.14.1.80-88.
- Понкин И. В. Понятие и онтология спортивной фармации // Theory and Practice of Physical Culture.- 2021.-C. 3–5.

на других языках
- Ponkin I. V. Religion in Russian Schools: Taking a Lesson from France // East-West Church Ministry Report, Vol. 10. 2002. № 4.
- Ponkin I. V. Los cismas religiosos y la postura del Tribunal Europeo de derechos humanos en el asunto «El Santo Sínodo de la Iglesia Ortodoxa Búlgara (Metropolita Innokenty) y otros contra Bulgaria» // Revista General de Derecho Canónico y Derecho Eclesiástico del Estado, № 21.- 2009.
- Ponkin I. V. Sur la reconnaissance de la compétence exclusive des groupements religieux afin d‘instaurer leur structure intrinsèque et les normes intérieures des relations en tant qu’une des garanties de la liberté de la conscience dans l’État démocratique // Stato, Chiese e pluralismo confessionale, 12 novembre 2012.
- Ponkin I. V. The wearing of Christian baptismal crosses // Stato, Chiese e pluralismo confessionale , №32.- 2012.
- Ponkin I. V. La qualification de discrimination et d’incitation à la haine religieuses dans les œuvres de fiction télévisuelle: l’exemple de la diffusion de la série Papetown en Russie // Annuaire Droit et Religions, Années 2012–2013. – Vol. 6. — T. 1. — 2013.
- Ponkin I. V. Haine religieuse: l’action «pank – Te Deum» du groupe «Pussy Riot» 21 Février 2012 dans les locaux de la Cathédrale du Christ-Sauveur de l’Église Chrétienne Orthodoxe Russe // Stato, Chiese e pluralismo confessionale, 4 febbraio, №4.- 2013.
- Ponkin I. V. On definition of the concept «sport» // e-Lex Sportiva Journal, Vol. I. Issue 1..- 2013.
- Ponkin I. V. Sports as a Sphere of Show-business // New prospects of Sports Law / The Publication Committee of Festschrift for Professor Dr. Kee-Young Yeun on the Occasion of his 60th Birthday. – Seoul (Korea): YR Publishing co., 2013. – xxviii; 672 p. – P. 205–217.
- Ponkin I. V. Sobre el concepto de la laicidad del Estado // Revista General de Derecho Canónico y Derecho Eclesiástico del Estado , 2013, octubre. – № 33.
- Ponkin I. V. Assistance médicale palliative en Russie: quelques réflexions juridiques // Revue générale de droit médical, 2014, septembre. – № 52. – P. 141–155.
- Ponkin I. V. On correlation of Lex sportiva and Sports law // International Sports Law Review Pandektis, 2014. – Vol. 10. – № 3–4. – P. 408–419.
- Ponkin I. V. First sports-related acts in foreign states // Teoriya i Praktika Fizicheskoy Kultury [Theory and Practice of Physical Culture], 2014. – № 5.
- Ponkin I. V. On development of legal doctrine in the field of sport // Teoriya i Praktika Fizicheskoy Kultury [Theory and Practice of Physical Culture], 2014. – № 6.
- Ponkin I. V. Dysfunctional State and Failed State // Studia Iurisprudentia – Studia Universitatis Babeş-Bolyai, №1.- 2014.
- Ponkin I. V. Definition of «Professional Sports» in Foreign Legislations // e-Lex Sportiva Journal, 2014. – Vol. II. – Issue 1. – P.111–117.
- Ponkin I. V. Limits of State Intervention and Non-Intervention in the Sports Field // Kutafin University Law Review., 2014, September. – Vol. 1. – № 1. – P. 92–104.
- Ponkin I. V. El impacto del sistema de traspasos en los deportes profesionales: análisis organizacional del nuevo sistema de traspasos del deporte / The impact of transfer system on professional sports: analysis organization of the new sport’s transfer system // Apunts. Educación Física y Deportes, 2014, 4º trimestre (octubre-diciembre). – № 118. – P. 7–22.
- Ponkin I. V., Ponkina A. I. Autonomous Extralegal Regulatory Order in the Field of Sports // e-Lex Sportiva Journal, 2015. – Vol. III. – Issue 1–2. – P. 64–71.
- Ponkin I. V., Ponkina A. I. Legal guarantees for the protection of the rights to life and to health care of the child extracted alive as a result of abortion // Stato, Chiese e pluralismo confessionale , 11 maggio 2015. – № 16.
- Ponkin I. V., Ponkina A. I. Legal possibilities and limits of public financial support of professional sport: foreign experience // Teoriya i Praktika Fizicheskoy Kultury [Theory and Practice of Physical Culture], 2015. – № 10.
- Ponkin I. V., Ponkina A. I. Technologies of child production from genetic material of three «parents»: legal and bioethical aspects // Stato, Chiese e pluralismo confessionale, 14 settembre 2015. – № 26.
- Ponkin I. V. In merito alla tutela dei sentimenti religiosi e della dignità individuale dei credenti // Diritto Penale Contemporaneo, 2016. – 26 Febbraio 2016.
- Ponkin I. V. A critical analysis of the report of Robert Mclaren dated 16.07.2016. Un contributo critico sulla metodologia adottata nel rapporto che ha determinato l'esclusione della Russia dalle Paraolimpiadi // Diritto Penale Contemporaneo, 4 ottobre 2016.
- Ponkin I. V. Sports Law in Russia  // Moscow, Prospekt.- 2016.
- Ponkin I. V., Redkina A. I., Shevchenko O. A. Limits of intervention and immunities of international sport: Case study of FIFA issue in 2015 // Sports Law Review Pandektis, 2016. – Vol. 11. – № 3–4. – P. 336–344.
- Ponkin I. V. Public financial support of professional sport // Sports Law Review Pandektis, 2016. – Vol. 11. – № 3–4. – P. 412–420.
- Ponkin I. V., Lapina M. A., Ponkina A. I., Shevchenko O. A. Public management risks in sports // Teoriya i Praktika Fizicheskoy Kultury [Theory and Practice of Physical Culture], 2016. – № 6.
- Ponkin I. V. Indirizzi e tendenze di sviluppo della legislazione penale russa // Diritto Penale Contemporaneo, 2016. – 3 Maggio 2016.
- Ponkin I. V., Ponkina A. I. On the issue of the content of notion of «Human Being» from the Perspective of Medical Law and Bioethics // Stato, Chiese e pluralismo confessionale, 2 maggio 2016. – № 16.
- Ponkin I. V. Direct Objects of Offence at Committing of the Acts Oriented to an Insult of Religious Feelings of Believers and to Humiliation of their Human Dignity. // Forensic Research & Criminology International Journal. 2017. 5(5): 00172. doi:10.15406/frcij.2017.05.00172
- Ponkin I. V., Redkina A.I., Shevchenko O.A. Chapter 2. Sport and Antitrust Law//Law, Ethics, and Integrity in the Sports Industry / Ed.: Konstantinos Margaritis / University of Crete, Greece., 2018.
- Ponkin I. V., Redkina A.I., Shevchenko O.A. Chapter 9. Legal, Ethical, and Integrity Issues in Sports Industry: The Russian Experience//Law, Ethics, and Integrity in the Sports Industry / Ed.: Konstantinos Margaritis / University of Crete, Greece, 2018.
- Ponkin I. V. Sport industry contribution to progress of national sports//Teoriya i Praktika Fizicheskoy Kultury [Theory and Practice of Physical Culture], 2018.
- Ponkin I. V. Homeostasis of the system of public administration // Государственная служба, 2018.
- Ponkin I. V. «Black Swan» Event as Manifestation of Uncertainties in Public Administration//Mediterranean Journal of Social Sciences, 2019.
- Ponkin I. V. Opinion on act (decision), adopted by the Holy Synod of the Patriarchate of Constantinople on 11 October 2018 // Stato, Chiese e pluralismo confessionale (ISSN 1971-8543). – 21 gennaio 2019. – № 2.
- Chelpanova T. M., Kouznetsov M. N., Markhgeym M. V., Ponkin I. V. State vs. Religions historically represented in the state: points of concurrence and planes of distinction //Revista Dilemas Contemporáneos: Educación, Política y Valores. – 2019, Marzo. – Año VI. – № Edición Especial. – Artículo № 28. , 2019.
- Ponkin I. V. Basics and Features of Public Urban Governance // Journal of Advanced Research in Law and Economics: ASERS Publishing.- 2019.-C. 326–335.
- Ponkin I. V., Markhgeym M.V., Novikova A.E., Redkina A.I., Tonkov E.E. Industrial Internet of Things: concept and legal consciousness, meaning for Industry 4.0 //Revista inclusions (ISSN 0719-4706). – 2019, abril/junio. – Vol. 6. – Número especial. – P. 385–391.
- Ponkin I. V., Botnev V. K. Artificial intelligence versus public administration: limitations of application//Humanities & Social Sciences Reviews (eISSN: 2395-6518). – 2019, May. – Vol. 7. – № 3.
- Понкин И. В. Към въпроса за хомеостаза на системата за държавно управление//Годишник на департамент «Администрация и управление» (Нов бьлгарски университет) [Yearbook of Department «Administration and Management»] , 2019.
- Ponkin I. V., Slobodchikov V. I., Troytskiy V. Yu., Evdokimov A. Yu. Sur le film “Matilda“ dans le contexte de la protection de la dignité des croyants // Stato, Chiese e pluralismo confessionale (ISSN 1971-8543). – 2019. – № 19. – P. 1–33.
- Ponkin I. V. A child’s right to receive pediatric palliative care at prenatal stage // Акушерство, гинекология и репродукция [Obstetrics, Gynecology and Reproduction].- М..- 2020.-C. 80–88.

### Экспертные и аналитические работы
- Куликов И. Метастазы оккультизма в системе образования. Аналитическое исследование. — М.: Паломникъ, 1999. — 95 с. ISBN 5-00-011001-3
- Язык ненависти и вражды в публикациях журналиста газеты «Московский комсомолец» Сергея Бычкова: Сборник материалов / Сост. д.ю.н. И. В. Понкин. — М.: Институт государственно-конфессиональных отношений и права, 2007. — 222 с.
- Фалуньгун – культ ненависти: Сборник материалов / Сост. Т. А. Квитковская. – Москва-Таруса: Общественный комитет по правам человека, 2008. – 50 с.
- Дисфорическая ненависть журналиста газеты «Московский комсомолец» Сергея Бычкова к Русской Православной Церкви: Сборник материалов / Сост. д.ю.н. И.В. Понкин. — М.: Институт государственно-конфессиональных отношений и права, 2008. – 248 с.
- Понкин И. В. Зарубежные законы и документы о формировании и защите общественной нравственности и нравственности несовершеннолетних / Приложение к проекту Концепции государственной политики формирования и защиты нравственности детей в Российской Федерации. — М.: Общественный совет Центрального федерального округа; Институт государственно-конфессиональных отношений и права, 2008. — 246 с.
- Понкин И. В. Экстремизм: правовая суть явления. — М.: Институт государственно-конфессиональных отношений и права, 2008. – 57 с.
- Законодательные акты Франции и Швейцарии 2005-2006 гг. об иммиграции и интеграции: Сборник / Перев.-сост. д.ю.н. И.В. Понкин. – М.: Институт государственноконфессиональных отношений и права, 2008. — 101 с.
- Гражданско-правовая, конституционно-правовая и уголовно-правовая охрана нравственности: Сборник / Отв. ред. и сост. д.ю.н., проф. М.Н. Кузнецов, д.ю.н. И.В. Понкин. – М.: Институт государственно-конфессиональных отношений и права, 2009. — 704 с.
- Понкин И. В., Михалева Н. А., Кузнецов М. Н. Правовые основы защиты общества от агрессивного давления субверсивной идеологии аморализма / Институт государственно-конфессиональных отношений и права. – М.: Буки-Веди, 2016. — 232 с.
- Понкин И. В. Юридический анализ докладов ВАДА против российского спорта 2015–2016 гг. / Консорциум специалистов по спортивному праву. — М.: Буки-Веди, 2016. — 230 с.
- Понкин И. В. Сфальсифицированные доклады: Юридический анализ докладов, выполненных по заказу Всемирного антидопингового агентства в 2015–2016 гг. в отношении российского спорта / Консорциум специалистов по спортивному праву. — М.: Буки-Веди, 2016. – 66 с.

## Публицистика
- Понкин И. В. Законодательное закрепление перечней традиционных религиозных организаций в законодательстве зарубежных стран // Миссионерское обозрение. 2001. № 1. (63).
- Понкин И. В., Жбанков В. Н., Ситников А. В., Елизаров В. Г. О будущих взаимоотношениях конфессий и государства. Дискуссия продолжается. Еще один вариант Концепции государственной политики в сфере отношений с религиозными объединениями в Российской Федерации // НГ Религии, 22.08.2001.
- Понкин И. В., Кузнецов М. Н. Противоречит ли понятие «традиционные религиозные организации» Конституции России? Реализация права государства на выбор, с кем ему сотрудничать, не ущемляет прав верующих // НГ Религии, 28.11.2001. — С. 6.
- Понкин И. В. Верить по традиции // Московская промышленная газета. – 11.04.2002. – № 14.
- Понкин И. В., Щипков Д. Экстремизм не пройдёт? Новый закон может ущемить права традиционных религиозных организаций // НГ Религии, 19.06.2002.
- Понкин И. В. Нужна ли религия в светских школах. При решении этого вопроса можно воспользоваться опытом Франции // Независимая газета, 02.08.2002.
- Понкин И. В. Право граждан на свободный мировоззренческий выбор и получение образования в соответствии со своим мировоззренческим выбором и своими культурными и духовно-нравственными традициями и ценностями: сравнительно-правовой анализ // Христианская политика. – 2002, январь. – № 1. – С. 6–7.
- Понкин И. В., Кузнецов М. Н. Традиционные религии в светском государстве // Церковный вестник. – 2002. – № 3 (232).
- Понкин И. В. Равенство и равноправие — не одно и то же // НГ Религии. – 12.05.2004.
- Понкин И. В., Максимова Л. А., Соловьёв А. Ю. Заключение по содержанию и направленности праздника «день святого Валентина» // Воскресная школа. – 2005, январь. – № 1–2 (313–314). – С. 9.
- Кузнецов М. Н., Понкин И. В. Кто противодействует Церкви? // Русский вестник. – 29.03.2002. – № 12–13. – C. 11.
- Понкин И. В., Молодцова В. Одобрить нельзя снять. Пока не ясно, где ставить запятую в подготовке законопроекта по структуре стандарта // Учительская газета. – 13.11.2007. – № 46. – С. 23.
- Понкин И. В. Не нужно ликвидировать три компонента стандарта – ситуацию в образовании это не улучшит // Учительская газета. – 20.11.2007. – № 47. – С. 5.
- Понкин И. В. Нам навязывают чуждые ценности // Невское время. – 08.12.2007. – С. 7.
- Понкин И. В. (Рубрика «Вы спрашивали? Мы отвечаем!») // Учительская газета. – 12.02.2008. – № 7.
- Понкин И. В. Готовы ли мы сразиться с готами? Иногда маскарад может оказаться для подростка совсем не безобидным // Учительская газета. – 23.12.2008. – № 52. – С. 16.
- Понкин И. В. [Текст выступления] // Забота о настоящем и будущем у нас общая // Учительская газета. – 14.04.2009. – № 15. – С. 8.
- Понкин И. В., Кузнецов М. Н. Какой стандарт нам нужен? // Учительская газета. – 28.04.2009. – № 17. – С. 10; 05.05.2009. – № 18. – С. 14.
- Понкин И. В., Гребенников В. В., Гребнев Л. С. Что тот стандарт, что этот // Учительская газета. – 26.05.2009. – № 21. – С. 9; 02.06.2009. – № 22. – С. 8–9.
- Понкин И. В. Анализ ситуации, связанной с исполнением решения Президента Российской Федерации Д.А. Медведева о введении изучения в школах основ религиозной культуры // Русский вестник. – 2009. – № 22. – С. 8–9.
- Понкин И. В. Минобразования против Церкви // Русский вестник. – 2009. – № 23. – С. 3.
- Понкин И. В. Заказные уголовные дела как зеркало антиобщественной коррупционной революции в России // Русский вестник. – 2010. – 06.03.2010.
- Понкин И. В., Богатырёв А. Г. Диверсанты от образования // Русский вестник. – 2010. – № 11. – С. 8–9.
- Понкин И. В., Богатырёв А. Г. Кому хотели пособить? Размышления о пособии «Основы мировых религиозных культур» // Учительская газета. – 15.06.2010. – № 24. – С. 12–13.
- Понкин И. В. Обращение к Президенту РФ Д.А. Медведеву по поводу законопроекта «Об образовании в Российской Федерации» // Русский вестник. – 2010. – № 18. – С. 13.
- Понкин И. В. Право детей на защиту // Церковный вестник. – 2011. – № 23. – С. 11.
- Понкин И. В., Кузнецов М. Н., Богатырёв А. Г. Заключение на проект федерального закона № 121965-6 «Об образовании в Российской Федерации» // Русский вестник. – 2012. – № 22. – С. 13.

## Награды
- Медаль «За отличие в военной службе III степени» (1997)[4][36]
- Медаль Кемеровской области «За веру и добро» (2008)[4][37]
- Благодарственное письмо Департамента образования города Москвы (2009)[4][38]
- Почётная грамота Министра внутренних дел (2009)[4][39]
- Благодарность Комитета Государственной Думы по развитию гражданского общества, вопросам общественны и религиозных объединений (2019)[4][40]
- Почётная грамота Главного управления МВД России по Московской области (2019)[4][41].
- Почётная грамота Министерства образования и науки РФ (2019)[4][42]
- Грамота Уполномоченного по правам человека в Российской Федерации (2019)[4]